# رعام
الرُّعَامُ أو السقاوة أو الرُّعَال أو داء الخيل (بالإنجليزية: Glanders)‏ وهو مرض معدي يصيب الخيل والبغال والحمير. ويحمل المرض جرثومة تدعى (Burkholderia mallei) تنقله عبر الأغذية والمياه الملوثة ويمكن لهذه الجرثومة أن تصيب الإنسان ولذا تصنف على أنها ناقل لمرض حيواني المنشأ.
ويصيب الرعام الإنسان عند التلامس المباشر مع الحيوان المصاب أو الاستنشاق ويكمن الدخول عبر الدخول من خلال سحجات (خدوش) الجلد والأنف والفم والأسطح المخاطية. والرعام مستوطن في آسيا وأفريقيا والشرق الأوسط وأمريكا الوسطى وأمريكا الجنوبية، وليس له تواجد في أمريكا الشمالية وقطاعات واسعة من أوروبا، حيث تم استئصاله ومكافحته بالمراقبة وإبادة القطعان الموبوءة وسن قيود على الاستيراد.

## أعراض المرض
الأعراض بالترتيب الزمني هي:
1. تشكل عقيدات مضرة في الرئتين وتقرح في الأغشية المخاطية في الجهاز التنفسي العلوي.
2. سعال وحمى وإفرازات معدية.
3. إنتان يتبعه نفوق خلال أيام فيما يظل الناجون ناقلين للعدوى.

## استعماله في الأسلحة
بما أن الرعام مرض مميت ولسهولة انتقاله فإنه يصنف على أنه سلاح بيولوجي، كما أنه يعد أحد أسلحة الإرهاب البيولوجي مثله في هذا مثل الراعوم. وكان الألمان إبان الحرب العالمية الأولى قد استغلوا جرثومة الرعام في إصابة كثير من الخيل والبغال الروسيا على الجبهة الشرقية وكان لهذا تأثير على قوافل القوات والإمدادات، وكذلك على حركة المدفعية، التي كانت تعتمد على الخيول والبغال. كما زادت الإصابات البشرية في روسيا بعد الحرب إثر هذا الهجوم الجرثومي. أما في الحرب العالمية الثانية فقام اليابانيون من خلال الوحدة 731 ببث المرض بين السجناء والمدنيين والخيول. كما بحث الأمريكان في ستينيات القرن العشرين استغلاله في الأسلحة الحيوية لكنهه وجدوا ان لجرثومة المرض اتجاه لا يمكن تفسيره لفقد الفوعة في المختبر، وكذلك كان السوفييت.